# Kothanahalli, Sakleshpur
Kothanahalli là một làng thuộc tehsil Sakleshpur, huyện Hassan, bang Karnataka, Ấn Độ.